# I liga polska w koszykówce mężczyzn (2013/2014)
I liga polska w koszykówce mężczyzn 2013/2014 – 60. edycja drugiego poziomu rozgrywek koszykówki mężczyzn w Polsce, organizowana przez PZKosz. Triumfatorem rozgrywek został Polfarmex Kutno.

## System rozgrywek
15 sierpnia 2013 roku Wydział Rozgrywek Departamentu Sportu PZKosz podał system i terminarz rozgrywek w sezonie 2013/2014:
Etap I
- Sezon zasadniczy: mecze odbyły się systemem kołowym. Kluby z miejsc 1-8 będą uczestniczyły w drugim etapie w rywalizacji o miejsca 1-8, kluby z miejsc 9-10 zakończyły udział w rozgrywkach, natomiast kluby z miejsc 11-14 uczestniczyły w fazie play-out.

Etap II
- Faza play-out: faza play-out odbyła się w dwóch etapach – pierwsza i druga runda. Gospodarzem pierwszych meczów w danej rywalizacji był klub, który zajął wyższe miejsce w tabeli sezonu zasadniczego.
  - Pierwsza runda: mecze odbyły się w parach 11-14, 12-13. Rywalizacja w parach toczyła się do dwóch zwycięstw, a ich zwycięzcy utrzymały się w lidze, natomiast przegrani rozegrały dodatkową rywalizację w drugiej rundzie.
  - Druga runda: Rywalizacja toczyła się do trzech zwycięstw, a jego zwycięzca utrzymał się w lidze, natomiast przegrany spadł do II ligi 2014/2015.
- Faza play-off: faza play-off odbyła się w trzech etapach – ćwierćfinały, półfinały oraz rywalizacja o 3. miejsce i finał. Gospodarzem pierwszych dwóch meczów w danej rywalizacja był klub, który zajął wyższe miejsce w tabeli sezonu zasadniczego.
  - Faza I (ćwierćfinały): mecze odbyły się w parach 1-8, 2-7, 3-6 oraz 4-5. Rywalizacja w parach toczyła się do trzech zwycięstw.
  - Faza II (półfinały): mecze odbyły się w parach 1/8 – 4/5 oraz 2/7 – 3/6. Rywalizacja w parach toczyła się  do trzech zwycięstw. Zwycięzcy rywalizacji awansowali do finału, natomiast przegrani grali w meczu o 3. miejsce.
  - Faza III:
    - o 3. miejsce: w rywalizacji zagrały kluby, które przegrały swoje rywalizacje w półfinale. Rywalizacja toczyła się systemem mecz i rewanż. Zwycięzca rywalizacji zajęła 3. miejsce w klasyfikacji końcowej.
    - Finał: w finale zagrały kluby, które wygrały swoje rywalizacje w półfinale. Rywalizacja toczyła się do trzech zwycięstw. Zwycięzca rywalizacji awansował do Polskiej Ligi Koszykówki 2014/2015.

## Kluby
- Astoria Bydgoszcz
- AZS Politechnika Poznań
- IB BM SlamStal Ostrów Wielkopolski
- King Wilki Morskie Szczecin
- MCKiS Termo-Rex SA Jaworzno
- MKS Dąbrowa Górnicza
- MKS Wikana Start S.A. Lublin
- MOSiR PBS Bank KHS Krosno
- Polfarmex Kutno
- Polski Cukier SIDEn Toruń
- PTG Sokół Łańcut
- Spójnia Stargard Szczeciński
- WKK ProBiotics Wrocław
- Znicz Basket Pruszków

## Sezon zasadniczy

### Tabela końcowa
awans do play-off
     faza play-out
| Lp. | Drużyna                            | M  | Mecze | Mecze | Punkty | Punkty | Punkty | Punkty   | Pkt |
| Lp. | Drużyna                            | M  | W     | P     | +      | -      | +/-    | Stosunek | Pkt |
| --- | ---------------------------------- | -- | ----- | ----- | ------ | ------ | ------ | -------- | --- |
| 1.  | Polski Cukier SIDEn Toruń          | 26 | 22    | 4     | 1945   | 1691   | +254   | 0.8462   | 48  |
| 2.  | MOSiR PBS Bank KHS Krosno          | 26 | 20    | 6     | 1955   | 1675   | +280   | 0.7692   | 46  |
| 3.  | Polfarmex Kutno                    | 26 | 19    | 7     | 2051   | 1788   | +263   | 0.7308   | 45  |
| 4.  | WKK ProBiotics Wrocław             | 26 | 17    | 9     | 1995   | 1839   | +156   | 0.6538   | 43  |
| 5.  | MKS Dąbrowa Górnicza               | 26 | 17    | 9     | 2060   | 1965   | +95    | 0.6538   | 43  |
| 6.  | PTG Sokół Łańcut                   | 26 | 16    | 10    | 1936   | 1779   | +157   | 0.6154   | 42  |
| 7.  | King Wilki Morskie Szczecin        | 26 | 15    | 11    | 2015   | 1946   | +77    | 0.5769   | 41  |
| 8.  | MKS Wikana Start S.A. Lublin       | 26 | 15    | 11    | 1897   | 1820   | +77    | 0.5769   | 41  |
| 9.  | IB BM SlamStal Ostrów Wielkopolski | 26 | 13    | 13    | 1915   | 1879   | +36    | 0.5000   | 39  |
| 10. | Astoria Bydgoszcz                  | 26 | 7     | 19    | 1834   | 2022   | -188   | 0.2692   | 33  |
| 11. | Znicz Basket Pruszków              | 26 | 7     | 19    | 1681   | 1886   | -205   | 0.2692   | 33  |
| 12. | Spójnia Stargard Szczeciński       | 26 | 6     | 20    | 1552   | 1861   | -309   | 0.2308   | 32  |
| 13. | MCKiS Termo-Rex SA Jaworzno        | 26 | 4     | 22    | 1728   | 2056   | -328   | 0.1538   | 30  |
| 14. | AZS Politechnika Poznań            | 26 | 4     | 22    | 1681   | 2046   | -365   | 0.1538   | 30  |

### Wyniki
| Gospodarz/Gość                     | BYD   | POZ   | OST   | SZC    | JAW    | DGR   | LUB    | KRO   | KUT   | TOR    | ŁAŃ   | STG    | WRO    | PRU   |
| ---------------------------------- | ----- | ----- | ----- | ------ | ------ | ----- | ------ | ----- | ----- | ------ | ----- | ------ | ------ | ----- |
| Astoria Bydgoszcz                  | —     | 69–67 | 64–61 | 78–85  | 79–74  | 79–89 | 61–65  | 63–82 | 63–93 | 65–71  | 84–90 | 80–68  | 76–70  | 62–70 |
| AZS Politechnika Poznań            | 76–67 | —     | 60–64 | 74–84  | 73–60  | 74–88 | 75–87  | 49–66 | 67–90 | 65–102 | 43–86 | 69–77  | 74–72  | 64–61 |
| IB BM SlamStal Ostrów Wielkopolski | 93–89 | 82–65 | —     | 94–75  | 71–68  | 74–78 | 92–97  | 86–74 | 86–79 | 68–74  | 86–71 | 68–53  | 66–68  | 78–64 |
| King Wilki Morskie Szczecin        | 93–63 | 87–50 | 72–76 | —      | 75–52  | 66–68 | 86–78  | 75–69 | 93–95 | 76–79  | 84–77 | 68–54  | 101–88 | 82–62 |
| MCKiS Termo-Rex SA Jaworzno        | 73–71 | 74–60 | 72–82 | 84–93  | —      | 72–88 | 78–92  | 61–86 | 65–70 | 68–77  | 66–67 | 62–53  | 64–84  | 70–72 |
| MKS Dąbrowa Górnicza               | 70–72 | 86–69 | 92–86 | 74–60  | 76–55  | —     | 82–75  | 80–93 | 90–83 | 84–69  | 81–86 | 72–65  | 81–85  | 90–75 |
| MKS Wikana Start S.A. Lublin       | 70–54 | 72–64 | 79–78 | 64–65  | 76–55  | 86–89 | —      | 62–65 | 79–56 | 87–94  | 52–69 | 64–53  | 72–73  | 76–55 |
| MOSiR PBS Bank KHS Krosno          | 96–72 | 90–70 | 73–64 | 89–81  | 77–58  | 95–52 | 101–85 | —     | 74–60 | 61–65  | 67–56 | 67–52  | 72–59  | 77–47 |
| Polfarmex Kutno                    | 76–62 | 86–56 | 69–42 | 90–60  | 113–79 | 84–74 | 75–68  | 75–66 | —     | 58–64  | 78–50 | 90–60  | 75–61  | 76–70 |
| Polski Cukier SIDEn Toruń          | 84–66 | 78–57 | 69–68 | 83–72  | 99–54  | 70–66 | 57–51  | 70–58 | 70–59 | —      | 71–68 | 79–62  | 62–65  | 90–51 |
| PTG Sokół Łańcut                   | 78–63 | 77–54 | 79–63 | 100–72 | 90–67  | 72–73 | 71–77  | 49–54 | 73–77 | 73–69  | —     | 80–58  | 82–74  | 76–72 |
| Spójnia Stargard Szczeciński       | 78–68 | 79–66 | 72–59 | 53–67  | 74–61  | 63–91 | 52–55  | 53–68 | 57–78 | 44–64  | 59–63 | —      | 53–83  | 57–54 |
| WKK ProBiotics Wrocław             | 91–79 | 86–76 | 77–60 | 75–83  | 92–60  | 79–78 | 69–70  | 71–61 | 71–86 | 82–63  | 71–64 | 105–61 | —      | 79–68 |
| Znicz Basket Pruszków              | 59–85 | 76–64 | 46–68 | 77–68  | 66–76  | 78–68 | 51–58  | 60–74 | 88–80 | 63–72  | 64–89 | 80–42  | 52–65  | —     |

### Mecz po meczu – zwycięstwa, porażki
| Drużyna \ Mecz                     | 1                 | 2 | 3 | 4 | 5 | 6 | 7 | 8 | 9 | 10 | 11 | 12 | 13 | 14 | 15 | 16 | 17 | 18 | 19 | 20 | 21 | 22 | 23 | 24 | 25 | 26 | Poz. |     |
| ---------------------------------- | ----------------- | - | - | - | - | - | - | - | - | -- | -- | -- | -- | -- | -- | -- | -- | -- | -- | -- | -- | -- | -- | -- | -- | -- | ---- | --- |
| Drużyna \ Mecz                     | Astoria Bydgoszcz | P | Z | P | Z | P | P | P | Z | P  | P  | P  | P  | P  | P  | P  | P  | P  | Z  | Z  | Z  | P  | Z  | P  | P  | P  | P    | 10. |
| AZS Politechnika Poznań            | P                 | Z | P | P | P | P | P | P | Z | P  | P  | P  | P  | Z  | P  | P  | P  | Z  | P  | P  | P  | P  | P  | P  | P  | P  | 14.  |     |
| IB BM SlamStal Ostrów Wielkopolski | P                 | P | Z | Z | Z | P | Z | P | P | P  | Z  | Z  | P  | P  | P  | Z  | Z  | P  | Z  | P  | Z  | P  | Z  | Z  | Z  | P  | 9.   |     |
| King Wilki Morskie Szczecin        | Z                 | P | Z | P | P | Z | Z | Z | Z | P  | P  | Z  | Z  | P  | Z  | Z  | Z  | P  | Z  | Z  | Z  | Z  | P  | P  | P  | Z  | 7.   |     |
| MCKiS Termo-Rex SA Jaworzno        | Z                 | P | P | P | P | P | Z | P | P | P  | P  | P  | Z  | P  | P  | P  | Z  | P  | P  | P  | P  | P  | P  | P  | P  | P  | 13.  |     |
| MKS Dąbrowa Górnicza               | Z                 | P | Z | Z | P | Z | Z | P | Z | Z  | Z  | P  | Z  | Z  | Z  | Z  | P  | P  | P  | P  | Z  | Z  | Z  | Z  | P  | Z  | 5.   |     |
| MKS Wikana Start S.A. Lublin       | P                 | Z | P | Z | Z | Z | P | P | Z | P  | Z  | Z  | P  | Z  | Z  | P  | Z  | Z  | Z  | P  | Z  | Z  | P  | P  | Z  | P  | 8.   |     |
| MOSiR PBS Bank KHS Krosno          | Z                 | Z | Z | Z | Z | Z | Z | Z | Z | Z  | Z  | P  | P  | Z  | P  | Z  | P  | Z  | P  | Z  | Z  | Z  | Z  | Z  | Z  | P  | 2.   |     |
| Polfarmex Kutno                    | Z                 | P | Z | Z | Z | Z | P | Z | P | Z  | Z  | Z  | Z  | P  | P  | Z  | Z  | Z  | Z  | Z  | P  | Z  | Z  | Z  | P  | Z  | 3.   |     |
| Polski Cukier SIDEn Toruń          | Z                 | Z | Z | Z | Z | Z | P | Z | Z | Z  | Z  | Z  | Z  | Z  | Z  | Z  | Z  | Z  | Z  | P  | P  | Z  | Z  | Z  | P  | Z  | 1.   |     |
| PTG Sokół Łańcut                   | P                 | Z | P | P | P | Z | Z | Z | P | Z  | P  | P  | Z  | Z  | Z  | Z  | Z  | Z  | Z  | Z  | P  | P  | Z  | P  | Z  | Z  | 6.   |     |
| Spójnia Stargard Szczeciński       | P                 | P | P | P | P | P | P | P | P | Z  | P  | Z  | P  | P  | Z  | P  | P  | P  | P  | Z  | P  | P  | P  | Z  | Z  | P  | 12.  |     |
| WKK ProBiotics Wrocław             | Z                 | P | Z | P | Z | P | Z | Z | Z | Z  | P  | Z  | Z  | Z  | Z  | P  | Z  | P  | P  | P  | Z  | P  | Z  | Z  | Z  | Z  | 4.   |     |
| Znicz Basket Pruszków              | P                 | Z | P | P | Z | P | P | P | Z | P  | Z  | P  | P  | P  | P  | P  | P  | P  | P  | P  | Z  | P  | P  | P  | Z  | Z  | 11.  |     |

### Statystyki po sezonie zasadniczym

#### Liderzy statystyk indywidualnych według średniej
| Kategoria                  | Zawodnik            | Klub                             | Wynik  |
| -------------------------- | ------------------- | -------------------------------- | ------ |
| Punkty                     | Łukasz Pacocha      | PTG Sokół Łańcut                 | 16,23  |
| Zbiórki                    | Adam Metelski       | AZS Politechnika Poznań          | 10,88  |
| Asysty                     | Paweł Hybiak        | AZS Politechnika Poznań          | 5,50   |
| Przechwyty                 | Krzysztof Jakóbczyk | Polfarmex Kutno                  | 2,35   |
| Bloki                      | Tomasz Pisarczyk    | PTG Sokół Łańcut                 | 1,88   |
| Straty                     | Paweł Hybiak        | AZS Politechnika Poznań          | 4,00   |
| Faule                      | Dorian Szyttenholm  | Astoria Bydgoszcz                | 3,73   |
| Czas gry                   | Tomasz Ochońko      | BM Slam Stal Ostrów Wielkopolski | 35:30  |
| Skuteczność z gry          | Wojciech Żurawski   | BM Slam Stal Ostrów Wielkopolski | 65,20% |
| Skuteczność rzutów wolnych | Tomasz Ochońko      | BM Slam Stal Ostrów Wielkopolski | 88,10% |
| Skuteczność za 3           | Bartosz Bochno      | Polski Cukier SIDEn Toruń        | 51,60% |
| Eval                       | Grzegorz Grochowski | MOSiR PBS Bank KHS Krosno        | 11,24  |

#### Liderzy statystyk drużynowych według średniej
| Kategoria                    | Klub                      | Wynik  |
| ---------------------------- | ------------------------- | ------ |
| Punkty                       | MKS Dąbrowa Górnicza      | 79,20  |
| Zbiórki                      | WKK ProBiotics Wrocław    | 39,42  |
| Asysty                       | Polski Cukier SIDEn Toruń | 19,00  |
| Przechwyty                   | Polfarmex Kutno           | 12,38  |
| Bloki                        | PTG Sokół Łańcut          | 3,65   |
| Straty                       | Znicz Basket Pruszków     | 17,80  |
| Skuteczność z gry            | Polski Cukier SIDEn Toruń | 46,40% |
| Skuteczność z rzutów wolnych | PTG Sokół Łańcut          | 78,10% |
| Skuteczność za 3             | WKK ProBiotics Wrocław    | 35,20% |

## Faza play-out

### Pierwsza runda
| 5 kwietnia 2014 20:00 | Raport | Znicz Basket Pruszków 67 – 87 AZS Politechnika Poznań | Znicz Basket Pruszków 67 – 87 AZS Politechnika Poznań | Znicz Basket Pruszków 67 – 87 AZS Politechnika Poznań |  | Pruszków Sędziowie: Marek Januszonek, Arnauld Kom Njilo, Damian Myszka |
| 5 kwietnia 2014 20:00 | Raport | Rezultaty w kwartach: 14–19, 19–22, 11–19, 23–27      |                                                       |                                                       |  | Pruszków Sędziowie: Marek Januszonek, Arnauld Kom Njilo, Damian Myszka |
| 5 kwietnia 2014 20:00 | Raport | Pkt: Put 12 Zb: Kulikowski 9 As: Aleksandrowicz 5     |                                                       | Pkt: Hybiak 21 Zb: Metelski 13 As: Hybiak 11          |  | Pruszków Sędziowie: Marek Januszonek, Arnauld Kom Njilo, Damian Myszka |

| 12 kwietnia 2014 18:00 | Raport | AZS Politechnika Poznań 72 – 62 Znicz Basket Pruszków | AZS Politechnika Poznań 72 – 62 Znicz Basket Pruszków | AZS Politechnika Poznań 72 – 62 Znicz Basket Pruszków     |  | Poznań Sędziowie: Dariusz Nejman, Anna Roguz, Piotr Staciwa |
| 12 kwietnia 2014 18:00 | Raport | Rezultaty w kwartach: 9–12, 24–12, 19–16, 20–22       |                                                       |                                                           |  | Poznań Sędziowie: Dariusz Nejman, Anna Roguz, Piotr Staciwa |
| 12 kwietnia 2014 18:00 | Raport | Pkt: Ulchurski 18 Zb: Metelski 11 As: Paweł Hybiak 11 |                                                       | Pkt: Aleksandrowicz 18 Zb: Kulikowski 9 As: Lewandowski 3 |  | Poznań Sędziowie: Dariusz Nejman, Anna Roguz, Piotr Staciwa |
| 12 kwietnia 2014 18:00 | Raport | AZS Politechnika Poznań wygrywa serię 2–0             |                                                       |                                                           |  | Poznań Sędziowie: Dariusz Nejman, Anna Roguz, Piotr Staciwa |

| 6 kwietnia 2014 18:00 | Raport | Spójnia Stargard Szczeciński 64 – 55 MCKiS Termo-Rex SA Jaworzno | Spójnia Stargard Szczeciński 64 – 55 MCKiS Termo-Rex SA Jaworzno | Spójnia Stargard Szczeciński 64 – 55 MCKiS Termo-Rex SA Jaworzno |  | Stargard Szczeciński Sędziowie: Jan Piróg, Piotr Kustosz, Jacek Dolski |
| 6 kwietnia 2014 18:00 | Raport | Rezultaty w kwartach: 15–12, 21–18, 14–12, 14–13                 |                                                                  |                                                                  |  | Stargard Szczeciński Sędziowie: Jan Piróg, Piotr Kustosz, Jacek Dolski |
| 6 kwietnia 2014 18:00 | Raport | Pkt: Suliński 17 Zb: Koszuta 10 As: Kwiatkowski, Suliński po 4   |                                                                  | Pkt: Śpica 12 Zb: Goldammer 8 As: Goldammer 5                    |  | Stargard Szczeciński Sędziowie: Jan Piróg, Piotr Kustosz, Jacek Dolski |

| 13 kwietnia 2014 18:00 | Raport | MCKiS Termo-Rex SA Jaworzno 68 – 72 Spójnia Stargard Szczeciński | MCKiS Termo-Rex SA Jaworzno 68 – 72 Spójnia Stargard Szczeciński | MCKiS Termo-Rex SA Jaworzno 68 – 72 Spójnia Stargard Szczeciński |  | Jaworzno Sędziowie: Jacek Litawa, Tomasz Trybalski, Bartłomiej Kucharski |
| 13 kwietnia 2014 18:00 | Raport | Rezultaty w kwartach: 15–25, 12–13, 17–17, 24–17                 |                                                                  |                                                                  |  | Jaworzno Sędziowie: Jacek Litawa, Tomasz Trybalski, Bartłomiej Kucharski |
| 13 kwietnia 2014 18:00 | Raport | Pkt: Janiak 18 Zb: Klocek 8 As: Grochowski 5                     |                                                                  | Pkt: Suliński 26 Zb: Bodych 7 As: Stokłosa 5                     |  | Jaworzno Sędziowie: Jacek Litawa, Tomasz Trybalski, Bartłomiej Kucharski |
| 13 kwietnia 2014 18:00 | Raport | Spójnia Stargard Szczeciński wygrywa serię 2–0                   |                                                                  |                                                                  |  | Jaworzno Sędziowie: Jacek Litawa, Tomasz Trybalski, Bartłomiej Kucharski |

### Druga runda
| 26 kwietnia 2014 18:00 | Raport | Znicz Basket Pruszków 64 – 75 MCKiS Termo-Rex SA Jaworzno        | Znicz Basket Pruszków 64 – 75 MCKiS Termo-Rex SA Jaworzno | Znicz Basket Pruszków 64 – 75 MCKiS Termo-Rex SA Jaworzno         | OT | Pruszków Sędziowie: Andrzej Walczak, Mateusz Tychowski, Arkadiusz Wojna |
| 26 kwietnia 2014 18:00 | Raport | Rezultaty w kwartach: 5–21, 18–12, 21–13, 17–15 OT: 3–14         |                                                           |                                                                   | OT | Pruszków Sędziowie: Andrzej Walczak, Mateusz Tychowski, Arkadiusz Wojna |
| 26 kwietnia 2014 18:00 | Raport | Pkt: Czosnowski 20 Zb: Kulikowski 9 As: Aleksandrowicz, Put po 4 |                                                           | Pkt: Przyborowski 23 Zb: Grochowski 7 As: Grochowski, Janiak po 4 | OT | Pruszków Sędziowie: Andrzej Walczak, Mateusz Tychowski, Arkadiusz Wojna |

| 27 kwietnia 2014 18:00 | Raport | Znicz Basket Pruszków 77 – 61 MCKiS Termo-Rex SA Jaworzno | Znicz Basket Pruszków 77 – 61 MCKiS Termo-Rex SA Jaworzno | Znicz Basket Pruszków 77 – 61 MCKiS Termo-Rex SA Jaworzno      |  | Pruszków Sędziowie: Damian Kuziora, Adrian Szczotka, Robert Bieńkowski |
| 27 kwietnia 2014 18:00 | Raport | Rezultaty w kwartach: 27–21, 20–13, 20–13, 10–14          |                                                           |                                                                |  | Pruszków Sędziowie: Damian Kuziora, Adrian Szczotka, Robert Bieńkowski |
| 27 kwietnia 2014 18:00 | Raport | Pkt: Linowski 18 Zb: Kulikowski 9 As: Aleksandrowicz 5    |                                                           | Pkt: Grochowski 19 Zb: Goldammer, Wróbel po 5 As: Bukowiecki 4 |  | Pruszków Sędziowie: Damian Kuziora, Adrian Szczotka, Robert Bieńkowski |

| 3 maja 2014 20:00 | Raport | MCKiS Termo-Rex SA Jaworzno 71 – 72 Znicz Basket Pruszków | MCKiS Termo-Rex SA Jaworzno 71 – 72 Znicz Basket Pruszków | MCKiS Termo-Rex SA Jaworzno 71 – 72 Znicz Basket Pruszków       | OT | Jaworzno Sędziowie: Dariusz Nejman, Jan Piróg, Tomasz Trybalski |
| 3 maja 2014 20:00 | Raport | Rezultaty w kwartach: 17–14, 18–14, 12–19, 19–19 OT: 5–6  |                                                           |                                                                 | OT | Jaworzno Sędziowie: Dariusz Nejman, Jan Piróg, Tomasz Trybalski |
| 3 maja 2014 20:00 | Raport | Pkt: Klocek 18 Zb: Klocek 10 As: Bukowiecki 3             |                                                           | Pkt: Wojtyński 13 Zb: Kulikowski 9 As: czterech zawodników po 3 | OT | Jaworzno Sędziowie: Dariusz Nejman, Jan Piróg, Tomasz Trybalski |

| 4 maja 2014 20:00 | Raport | MCKiS Termo-Rex SA Jaworzno 50 – 63 Znicz Basket Pruszków                                                           | MCKiS Termo-Rex SA Jaworzno 50 – 63 Znicz Basket Pruszków | MCKiS Termo-Rex SA Jaworzno 50 – 63 Znicz Basket Pruszków |  | Jaworzno Sędziowie: Marek Borowy, Piotr Dytko, Andrzej Bartocha |
| 4 maja 2014 20:00 | Raport | Rezultaty w kwartach: 17–16, 9–24, 11–12, 13–11                                                                     |                                                           |                                                           |  | Jaworzno Sędziowie: Marek Borowy, Piotr Dytko, Andrzej Bartocha |
| 4 maja 2014 20:00 | Raport | Pkt: Goldammer 11 Zb: Bukowiecki 6 As: Bukowiecki 5                                                                 |                                                           | Pkt: Lewandowski 15 Zb: Linowski 14 As: Mieczkowski 5     |  | Jaworzno Sędziowie: Marek Borowy, Piotr Dytko, Andrzej Bartocha |
| 4 maja 2014 20:00 | Raport | Znicz Basket Pruszków wygrywa serię 3–1 i utrzymuje się w lidze, natomiast MCKiS Termo-Rex SA Jaworzno spada z ligi |                                                           |                                                           |  | Jaworzno Sędziowie: Marek Borowy, Piotr Dytko, Andrzej Bartocha |

## Faza play-off
|  |             |                              |             |                        |   |          |                              |          |  |  |       |       |       |
|  | Ćwierćfinał | Ćwierćfinał                  | Ćwierćfinał |                        |   | Półfinał | Półfinał                     | Półfinał |  |  | Finał | Finał | Finał |
|  | Ćwierćfinał | Ćwierćfinał                  | Ćwierćfinał |                        |   | Półfinał | Półfinał                     | Półfinał |  |  | Finał | Finał | Finał |
|  |             |                              |             |                        |   |          |                              |          |  |  |       |       |       |
|  |             |                              |             |                        |   |          |                              |          |  |  |       |       |       |
|  | 1           | Twarde Pierniki Toruń        | 0           |                        |   |          |                              |          |  |  |       |       |       |
|  | 1           | Twarde Pierniki Toruń        | 0           |                        |   |          |                              |          |  |  |       |       |       |
|  | 8           | MKS Wikana Start S.A. Lublin | 3           |                        |   |          |                              |          |  |  |       |       |       |
|  | 8           | MKS Wikana Start S.A. Lublin | 3           |                        |   | 8        | MKS Wikana Start S.A. Lublin | 2        |  |  |       |       |       |
|  |             |                              |             |                        |   | 8        | MKS Wikana Start S.A. Lublin | 2        |  |  |       |       |       |
|  |             |                              | 4           | WKK ProBiotics Wrocław | 3 |          |                              |          |  |  |       |       |       |
|  | 4           | WKK ProBiotics Wrocław       | 4           | WKK ProBiotics Wrocław | 3 | 3        |                              |          |  |  |       |       |       |
|  | 4           | WKK ProBiotics Wrocław       |             |                        |   |          |                              |          |  |  |       |       |       |
|  | 5           | MKS Dąbrowa Górnicza         | 1           |                        |   |          |                              |          |  |  |       |       |       |
|  | 5           | MKS Dąbrowa Górnicza         | 1           |                        |   | 2        | Polfarmex Kutno              | 3        |  |  |       |       |       |
|  |             |                              |             |                        |   |          |                              |          |  |  |       |       |       |
|  |             |                              | 4           | WKK ProBiotics Wrocław | 0 |          |                              |          |  |  |       |       |       |
|  | 2           | MOSiR PBS Bank KHS Krosno    | 4           | WKK ProBiotics Wrocław | 0 | 3        |                              |          |  |  |       |       |       |
|  | 2           | MOSiR PBS Bank KHS Krosno    |             |                        |   |          |                              |          |  |  |       |       |       |
|  | 7           | King Wilki Morskie Szczecin  | 1           |                        |   |          |                              |          |  |  |       |       |       |
|  | 7           | King Wilki Morskie Szczecin  | 1           |                        |   | 2        | MOSiR PBS Bank KHS Krosno    | 1        |  |  |       |       |       |
|  |             |                              |             |                        |   | 2        | MOSiR PBS Bank KHS Krosno    | 1        |  |  |       |       |       |
|  |             |                              | 3           | Polfarmex Kutno        | 3 |          |                              |          |  |  |       |       |       |
|  | 3           | Polfarmex Kutno              | 3           | Polfarmex Kutno        | 3 | 3        |                              |          |  |  |       |       |       |
|  | 3           | Polfarmex Kutno              |             |                        |   |          |                              |          |  |  |       |       |       |
|  | 6           | PTG Sokół Łańcut             | 1           |                        |   |          |                              |          |  |  |       |       |       |
|  | 6           | PTG Sokół Łańcut             | 1           |                        |   |          |                              |          |  |  |       |       |       |

o 3. miejsce
|  |              |                              |   |
|  | o 3. miejsce |                              |   |
|  |              |                              |   |
|  |              |                              |   |
|  |              |                              |   |
|  | 8            | MKS Wikana Start S.A. Lublin | 0 |
|  | 8            | MKS Wikana Start S.A. Lublin | 0 |
|  | 2            | MOSiR PBS Bank KHS Krosno    | 2 |
|  | 2            | MOSiR PBS Bank KHS Krosno    | 2 |
|  |              |                              |   |

### Ćwierćfinały
| 5 kwietnia 2014 17:45 | Raport | Polski Cukier SIDEn Toruń 78 – 80 MKS Wikana Start S.A. Lublin | Polski Cukier SIDEn Toruń 78 – 80 MKS Wikana Start S.A. Lublin | Polski Cukier SIDEn Toruń 78 – 80 MKS Wikana Start S.A. Lublin   | OT | Toruń Sędziowie: Janusz Kiełbiński, Piotr Dytko, Robert Bieńkowski |
| 5 kwietnia 2014 17:45 | Raport | Rezultaty w kwartach: 23–21, 26–20, 15–17, 8–14 OT: 6–8        |                                                                |                                                                  | OT | Toruń Sędziowie: Janusz Kiełbiński, Piotr Dytko, Robert Bieńkowski |
| 5 kwietnia 2014 17:45 | Raport | Pkt: Żytko 17 Zb: Lisewski 9 As: Ł. Wilczek 4                  |                                                                | Pkt: Szawarski 17 Zb: M. Wilczek 12 As: Czujkowski, Mordzak po 4 | OT | Toruń Sędziowie: Janusz Kiełbiński, Piotr Dytko, Robert Bieńkowski |

| 6 kwietnia 2014 20:00 | Raport | Polski Cukier SIDEn Toruń 67 – 79 MKS Wikana Start S.A. Lublin        | Polski Cukier SIDEn Toruń 67 – 79 MKS Wikana Start S.A. Lublin | Polski Cukier SIDEn Toruń 67 – 79 MKS Wikana Start S.A. Lublin    |  | Toruń Sędziowie: Damian Kuziora, Tomasz Trybalski, Paweł Baran |
| 6 kwietnia 2014 20:00 | Raport | Rezultaty w kwartach: 20–27, 19–20, 15–18, 13–14                      |                                                                |                                                                   |  | Toruń Sędziowie: Damian Kuziora, Tomasz Trybalski, Paweł Baran |
| 6 kwietnia 2014 20:00 | Raport | Pkt: Wojdyła 14 Zb: trzech zawodników po 6 As: trzech zawodników po 4 |                                                                | Pkt: M. Wilczek 17 Zb: M. Wilczek 10 As: czterech zawodników po 3 |  | Toruń Sędziowie: Damian Kuziora, Tomasz Trybalski, Paweł Baran |

| 12 kwietnia 2014 18:00 | Raport | MKS Wikana Start S.A. Lublin 67 – 63 Polski Cukier SIDEn Toruń | MKS Wikana Start S.A. Lublin 67 – 63 Polski Cukier SIDEn Toruń | MKS Wikana Start S.A. Lublin 67 – 63 Polski Cukier SIDEn Toruń |  | Lublin Sędziowie: Adam Wierzman, Michał Sosin, Krzysztof Sokulski |
| 12 kwietnia 2014 18:00 | Raport | Rezultaty w kwartach: 21–22, 13–14, 14–16, 19–11               |                                                                |                                                                |  | Lublin Sędziowie: Adam Wierzman, Michał Sosin, Krzysztof Sokulski |
| 12 kwietnia 2014 18:00 | Raport | Pkt: Czujkowski 17 Zb: M. Wilczek 10 As: Mordzak, Sikora po 4  |                                                                | Pkt: Jankowski 16 Zb: Bochno, Lisewski po 6 As: Lisewski 5     |  | Lublin Sędziowie: Adam Wierzman, Michał Sosin, Krzysztof Sokulski |
| 12 kwietnia 2014 18:00 | Raport | MKS Wikana Start S.A. Lublin wygrywa serię 3–0                 |                                                                |                                                                |  | Lublin Sędziowie: Adam Wierzman, Michał Sosin, Krzysztof Sokulski |

| 5 kwietnia 2014 17:00 | Raport | WKK ProBiotics Wrocław 79 – 77 MKS Dąbrowa Górnicza               | WKK ProBiotics Wrocław 79 – 77 MKS Dąbrowa Górnicza | WKK ProBiotics Wrocław 79 – 77 MKS Dąbrowa Górnicza |  | Wrocław Sędziowie: Adam Wierzman, Karina Kamińska, Arkadiusz Wojna |
| 5 kwietnia 2014 17:00 | Raport | Rezultaty w kwartach: 14–16, 20–20, 21–18, 24–23                  |                                                     |                                                     |  | Wrocław Sędziowie: Adam Wierzman, Karina Kamińska, Arkadiusz Wojna |
| 5 kwietnia 2014 17:00 | Raport | Pkt: Ł. Diduszko 16 Zb: Ł. Diduszko 10 As: pięciu zawodników po 2 |                                                     | Pkt: Piechowicz 17 Zb: Zmarlak 11 As: Zmarlak 6     |  | Wrocław Sędziowie: Adam Wierzman, Karina Kamińska, Arkadiusz Wojna |

| 6 kwietnia 2014 17:00 | Raport | WKK ProBiotics Wrocław 93 – 84 MKS Dąbrowa Górnicza       | WKK ProBiotics Wrocław 93 – 84 MKS Dąbrowa Górnicza | WKK ProBiotics Wrocław 93 – 84 MKS Dąbrowa Górnicza | OT | Wrocław Sędziowie: Dariusz Nejman, Andrzej Walczak, Łukasz Jankowski |
| 6 kwietnia 2014 17:00 | Raport | Rezultaty w kwartach: 17–21, 23–19, 18–19, 20–19 OT: 15–6 |                                                     |                                                     | OT | Wrocław Sędziowie: Dariusz Nejman, Andrzej Walczak, Łukasz Jankowski |
| 6 kwietnia 2014 17:00 | Raport | Pkt: B. Diduszko 33 Zb: Ł. Diduszko 15 As: Szpyrka 3      |                                                     | Pkt: Małecki 33 Zb: Szymański 9 As: Zmarlak 7       | OT | Wrocław Sędziowie: Dariusz Nejman, Andrzej Walczak, Łukasz Jankowski |

| 12 kwietnia 2014 18:00 | Raport | MKS Dąbrowa Górnicza 84 – 81 WKK ProBiotics Wrocław          | MKS Dąbrowa Górnicza 84 – 81 WKK ProBiotics Wrocław | MKS Dąbrowa Górnicza 84 – 81 WKK ProBiotics Wrocław                 |  | Dąbrowa Górnicza Sędziowie: Jacek Litawa, Tomasz Trybalski, Bartłomiej Kucharski |
| 12 kwietnia 2014 18:00 | Raport | Rezultaty w kwartach: 26–17, 17–24, 17–18, 24–22             |                                                     |                                                                     |  | Dąbrowa Górnicza Sędziowie: Jacek Litawa, Tomasz Trybalski, Bartłomiej Kucharski |
| 12 kwietnia 2014 18:00 | Raport | Pkt: Wołoszyn 29 Zb: Zmarlak 12 As: Piechowicz, Zmarlak po 4 |                                                     | Pkt: B. Diduszko 23 Zb: B. Diduszko 12 As: Grzeliński, Szpyrka po 3 |  | Dąbrowa Górnicza Sędziowie: Jacek Litawa, Tomasz Trybalski, Bartłomiej Kucharski |

| 13 kwietnia 2014 18:00 | Raport | MKS Dąbrowa Górnicza 72 – 75 WKK ProBiotics Wrocław | MKS Dąbrowa Górnicza 72 – 75 WKK ProBiotics Wrocław | MKS Dąbrowa Górnicza 72 – 75 WKK ProBiotics Wrocław     |  | Dąbrowa Górnicza Sędziowie: Damian Kuziora, Adrian Szczotka, Tomasz Tybor |
| 13 kwietnia 2014 18:00 | Raport | Rezultaty w kwartach: 10–14, 25–21, 24–16, 13–24    |                                                     |                                                         |  | Dąbrowa Górnicza Sędziowie: Damian Kuziora, Adrian Szczotka, Tomasz Tybor |
| 13 kwietnia 2014 18:00 | Raport | Pkt: Wołoszyn 22 Zb: Zmarlak 11 As: Zmarlak 4       |                                                     | Pkt: B. Diduszko 19 Zb: Ł. Diduszko 11 As: Grzeliński 5 |  | Dąbrowa Górnicza Sędziowie: Damian Kuziora, Adrian Szczotka, Tomasz Tybor |
| 13 kwietnia 2014 18:00 | Raport | WKK ProBiotics Wrocław wygrywa serię 3–1            |                                                     |                                                         |  | Dąbrowa Górnicza Sędziowie: Damian Kuziora, Adrian Szczotka, Tomasz Tybor |

| 5 kwietnia 2014 18:00 | Raport | MOSiR PBS Bank KHS Krosno 84 – 76 King Wilki Morskie Szczecin | MOSiR PBS Bank KHS Krosno 84 – 76 King Wilki Morskie Szczecin | MOSiR PBS Bank KHS Krosno 84 – 76 King Wilki Morskie Szczecin |  | Krosno Sędziowie: Jacek Litawa, Mateusz Tychowski, Piotr Stepaniuk |
| 5 kwietnia 2014 18:00 | Raport | Rezultaty w kwartach: 16–10, 21–24, 33–13, 14–29              |                                                               |                                                               |  | Krosno Sędziowie: Jacek Litawa, Mateusz Tychowski, Piotr Stepaniuk |
| 5 kwietnia 2014 18:00 | Raport | Pkt: Parzych 16 Zb: Salamonik 7 As: Musijowski 7              |                                                               | Pkt: Białek 18 Zb: Majcherek 5 As: Flieger 4                  |  | Krosno Sędziowie: Jacek Litawa, Mateusz Tychowski, Piotr Stepaniuk |

| 6 kwietnia 2014 18:00 | Raport | MOSiR PBS Bank KHS Krosno 89 – 65 King Wilki Morskie Szczecin | MOSiR PBS Bank KHS Krosno 89 – 65 King Wilki Morskie Szczecin | MOSiR PBS Bank KHS Krosno 89 – 65 King Wilki Morskie Szczecin |  | Krosno Sędziowie: Marek Borowy, Andrzej Bartocha, Maciej Guzik |
| 6 kwietnia 2014 18:00 | Raport | Rezultaty w kwartach: 25–13, 20–11, 28–14, 16–27              |                                                               |                                                               |  | Krosno Sędziowie: Marek Borowy, Andrzej Bartocha, Maciej Guzik |
| 6 kwietnia 2014 18:00 | Raport | Pkt: Malczyk, Salamonik po 16 Zb: Malczyk 5 As: Parzych 5     |                                                               | Pkt: Pluta 15 Zb: Białek, Pluta po 5 As: Białek 4             |  | Krosno Sędziowie: Marek Borowy, Andrzej Bartocha, Maciej Guzik |

| 12 kwietnia 2014 17:00 | Raport | King Wilki Morskie Szczecin 97 – 74 MOSiR PBS Bank KHS Krosno | King Wilki Morskie Szczecin 97 – 74 MOSiR PBS Bank KHS Krosno | King Wilki Morskie Szczecin 97 – 74 MOSiR PBS Bank KHS Krosno |  | Szczecin Sędziowie: Andrzej Walczak, Piotr Kustosz, Marcin Olejnik |
| 12 kwietnia 2014 17:00 | Raport | Rezultaty w kwartach: 38–18, 16–14, 25–25, 18–17              |                                                               |                                                               |  | Szczecin Sędziowie: Andrzej Walczak, Piotr Kustosz, Marcin Olejnik |
| 12 kwietnia 2014 17:00 | Raport | Pkt: Flieger 25 Zb: trzech zawodników po 7 As: Flieger 6      |                                                               | Pkt: Parzych 13 Zb: Wyka 8 As: Grochowski, Salamonik po 4     |  | Szczecin Sędziowie: Andrzej Walczak, Piotr Kustosz, Marcin Olejnik |

| 13 kwietnia 2014 17:00 | Raport | King Wilki Morskie Szczecin 74 – 94 MOSiR PBS Bank KHS Krosno | King Wilki Morskie Szczecin 74 – 94 MOSiR PBS Bank KHS Krosno | King Wilki Morskie Szczecin 74 – 94 MOSiR PBS Bank KHS Krosno |  | Szczecin Sędziowie: Dariusz Nejman, Robert Bieńkowski, Jacek Dolski |
| 13 kwietnia 2014 17:00 | Raport | Rezultaty w kwartach: 18–29, 14–28, 23–11, 19–26              |                                                               |                                                               |  | Szczecin Sędziowie: Dariusz Nejman, Robert Bieńkowski, Jacek Dolski |
| 13 kwietnia 2014 17:00 | Raport | Pkt: Białek 12 Zb: Białek 9 As: Flieger 7                     |                                                               | Pkt: Wyka 21 Zb: Salamonik 10 As: Malczyk 6                   |  | Szczecin Sędziowie: Dariusz Nejman, Robert Bieńkowski, Jacek Dolski |
| 13 kwietnia 2014 17:00 | Raport | MOSiR PBS Bank KHS Krosno wygrywa serię 3–1                   |                                                               |                                                               |  | Szczecin Sędziowie: Dariusz Nejman, Robert Bieńkowski, Jacek Dolski |

| 5 kwietnia 2014 17:30 | Raport | Polfarmex Kutno 67 – 78 PTG Sokół Łańcut         | Polfarmex Kutno 67 – 78 PTG Sokół Łańcut | Polfarmex Kutno 67 – 78 PTG Sokół Łańcut |  | Kutno Sędziowie: Adam Krasuski, Paweł Baran, Karina Pełka |
| 5 kwietnia 2014 17:30 | Raport | Rezultaty w kwartach: 13–19, 11–16, 25–21, 18–22 |                                          |                                          |  | Kutno Sędziowie: Adam Krasuski, Paweł Baran, Karina Pełka |
| 5 kwietnia 2014 17:30 | Raport | Pkt: Jakóbczyk 22 Zb: Bartosz 8 As: Bartosz 3    |                                          | Pkt: Pisarczyk 20 Zb: Miś 9 As: Baran 5  |  | Kutno Sędziowie: Adam Krasuski, Paweł Baran, Karina Pełka |

| 6 kwietnia 2014 17:30 | Raport | Polfarmex Kutno 84 – 53 PTG Sokół Łańcut        | Polfarmex Kutno 84 – 53 PTG Sokół Łańcut | Polfarmex Kutno 84 – 53 PTG Sokół Łańcut      |  | Kutno Sędziowie: Marek Januszonek, Arnauld Kom Njilo, Damian Myszka |
| 6 kwietnia 2014 17:30 | Raport | Rezultaty w kwartach: 21–5, 20–17, 26–18, 17–13 |                                          |                                               |  | Kutno Sędziowie: Marek Januszonek, Arnauld Kom Njilo, Damian Myszka |
| 6 kwietnia 2014 17:30 | Raport | Pkt: Mazur 17 Zb: Dłuski 10 As: Sikora 6        |                                          | Pkt: Pisarczyk 15 Zb: Pisarczyk 7 As: Baran 4 |  | Kutno Sędziowie: Marek Januszonek, Arnauld Kom Njilo, Damian Myszka |

| 12 kwietnia 2014 17:30 | Raport | PTG Sokół Łańcut 68 – 94 Polfarmex Kutno                  | PTG Sokół Łańcut 68 – 94 Polfarmex Kutno | PTG Sokół Łańcut 68 – 94 Polfarmex Kutno                 |  | Łańcut Sędziowie: Janusz Kiełbiński, Jan Piróg, Adam Kołoszewski |
| 12 kwietnia 2014 17:30 | Raport | Rezultaty w kwartach: 15–27, 14–24, 16–19, 23–24          |                                          |                                                          |  | Łańcut Sędziowie: Janusz Kiełbiński, Jan Piróg, Adam Kołoszewski |
| 12 kwietnia 2014 17:30 | Raport | Pkt: Pacocha 16 Zb: Fortuna, Pisarczyk po 7 As: Pieloch 6 |                                          | Pkt: Dłuski, Jakóbczyk po 14 Zb: Jakóbczyk 4 As: Kulon 5 |  | Łańcut Sędziowie: Janusz Kiełbiński, Jan Piróg, Adam Kołoszewski |

| 13 kwietnia 2014 17:30 | Raport | PTG Sokół Łańcut 60 – 64 Polfarmex Kutno        | PTG Sokół Łańcut 60 – 64 Polfarmex Kutno | PTG Sokół Łańcut 60 – 64 Polfarmex Kutno       |  | Łańcut Sędziowie: Marek Borowy, Adam Krasucki, Karina Pełka |
| 13 kwietnia 2014 17:30 | Raport | Rezultaty w kwartach: 20–14, 16–18, 17–14, 7–18 |                                          |                                                |  | Łańcut Sędziowie: Marek Borowy, Adam Krasucki, Karina Pełka |
| 13 kwietnia 2014 17:30 | Raport | Pkt: Pacocha 23 Zb: Fortuna 11 As: Młynarski 3  |                                          | Pkt: Jakóbczyk 17 Zb: Bartosz 10 As: Bartosz 5 |  | Łańcut Sędziowie: Marek Borowy, Adam Krasucki, Karina Pełka |
| 13 kwietnia 2014 17:30 | Raport | Polfarmex Kutno wygrywa serię 3–1               |                                          |                                                |  | Łańcut Sędziowie: Marek Borowy, Adam Krasucki, Karina Pełka |

### Półfinały
| 26 kwietnia 2014 18:00 | Raport | WKK ProBiotics Wrocław 66 – 60 MKS Wikana Start S.A. Lublin | WKK ProBiotics Wrocław 66 – 60 MKS Wikana Start S.A. Lublin | WKK ProBiotics Wrocław 66 – 60 MKS Wikana Start S.A. Lublin |  | Wrocław Sędziowie: Adam Wierzman, Karina Kamińska, Michał Sosin |
| 26 kwietnia 2014 18:00 | Raport | Rezultaty w kwartach: 20–17, 19–11, 8–19, 19–13             |                                                             |                                                             |  | Wrocław Sędziowie: Adam Wierzman, Karina Kamińska, Michał Sosin |
| 26 kwietnia 2014 18:00 | Raport | Pkt: Koelner 16 Zb: Ł. Diduszko 14 As: Grzeliński 6         |                                                             | Pkt: Paweł Kowalski 14 Zb: M. Wilczek 8 As: Sikora 4        |  | Wrocław Sędziowie: Adam Wierzman, Karina Kamińska, Michał Sosin |

| 27 kwietnia 2014 18:00 | Raport | WKK ProBiotics Wrocław 63 – 69 MKS Wikana Start S.A. Lublin | WKK ProBiotics Wrocław 63 – 69 MKS Wikana Start S.A. Lublin | WKK ProBiotics Wrocław 63 – 69 MKS Wikana Start S.A. Lublin |  | Wrocław Sędziowie: Dariusz Nejman, Tomasz Trybalski, Damian Myszka |
| 27 kwietnia 2014 18:00 | Raport | Rezultaty w kwartach: 12–13, 6–13, 16–23, 29–20             |                                                             |                                                             |  | Wrocław Sędziowie: Dariusz Nejman, Tomasz Trybalski, Damian Myszka |
| 27 kwietnia 2014 18:00 | Raport | Pkt: Koelner 15 Zb: Ł. Diduszko 9 As: B. Diduszko 4         |                                                             | Pkt: Michalski, Pełka 17 Zb: M. Wilczek 11 As: Michalski 6  |  | Wrocław Sędziowie: Dariusz Nejman, Tomasz Trybalski, Damian Myszka |

| 3 maja 2014 18:00 | Raport | MKS Wikana Start S.A. Lublin 51 – 70 WKK ProBiotics Wrocław | MKS Wikana Start S.A. Lublin 51 – 70 WKK ProBiotics Wrocław | MKS Wikana Start S.A. Lublin 51 – 70 WKK ProBiotics Wrocław       |  | Lublin Sędziowie: Marek Januszonek, Andrzej Walczak, Arnauld Kom Njilo |
| 3 maja 2014 18:00 | Raport | Rezultaty w kwartach: 13–20, 9–12, 12–20, 17–18             |                                                             |                                                                   |  | Lublin Sędziowie: Marek Januszonek, Andrzej Walczak, Arnauld Kom Njilo |
| 3 maja 2014 18:00 | Raport | Pkt: Mordzak 15 Zb: M. Wilczek 10 As: Sikora 3              |                                                             | Pkt: Grzeliński 17 Zb: Ł. Diduszko, Trojan po 13 As: Grzeliński 4 |  | Lublin Sędziowie: Marek Januszonek, Andrzej Walczak, Arnauld Kom Njilo |

| 4 maja 2014 18:00 | Raport | MKS Wikana Start S.A. Lublin 88 – 60 WKK ProBiotics Wrocław | MKS Wikana Start S.A. Lublin 88 – 60 WKK ProBiotics Wrocław | MKS Wikana Start S.A. Lublin 88 – 60 WKK ProBiotics Wrocław          |  | Lublin Sędziowie: Damian Kuziora, Damian Myszka, Piotr Stepaniuk |
| 4 maja 2014 18:00 | Raport | Rezultaty w kwartach: 25–12, 24–12, 20–20, 19–16            |                                                             |                                                                      |  | Lublin Sędziowie: Damian Kuziora, Damian Myszka, Piotr Stepaniuk |
| 4 maja 2014 18:00 | Raport | Pkt: Pełka 18 Zb: Pełka 13 As: Czujkowski 3                 |                                                             | Pkt: Grzeliński 15 Zb: Ł. Diduszko 10 As: Grzeliński, Niesobski po 2 |  | Lublin Sędziowie: Damian Kuziora, Damian Myszka, Piotr Stepaniuk |

| 7 maja 2014 18:00 | Raport | WKK ProBiotics Wrocław 78 – 61 MKS Wikana Start S.A. Lublin      | WKK ProBiotics Wrocław 78 – 61 MKS Wikana Start S.A. Lublin | WKK ProBiotics Wrocław 78 – 61 MKS Wikana Start S.A. Lublin |  | Wrocław Sędziowie: Adam Wierzman, Andrzej Walczak, Tomasz Trybalski |
| 7 maja 2014 18:00 | Raport | Rezultaty w kwartach: 26–22, 15–6, 22–16, 15–17                  |                                                             |                                                             |  | Wrocław Sędziowie: Adam Wierzman, Andrzej Walczak, Tomasz Trybalski |
| 7 maja 2014 18:00 | Raport | Pkt: Niesobski 29 Zb: Ł. Diduszko 9 As: Grzeliński, Szpyrka po 5 |                                                             | Pkt: Michalski 13 Zb: Czujkowski 5 As: Michalski 3          |  | Wrocław Sędziowie: Adam Wierzman, Andrzej Walczak, Tomasz Trybalski |
| 7 maja 2014 18:00 | Raport | MKS Wikana Start S.A. Lublin wygrywa serię 3–2                   |                                                             |                                                             |  | Wrocław Sędziowie: Adam Wierzman, Andrzej Walczak, Tomasz Trybalski |

| 26 kwietnia 2014 18:00 | Raport | MOSiR PBS Bank KHS Krosno 79 – 65 Polfarmex Kutno | MOSiR PBS Bank KHS Krosno 79 – 65 Polfarmex Kutno | MOSiR PBS Bank KHS Krosno 79 – 65 Polfarmex Kutno |  | Krosno Sędziowie: Adam Krasuski, Karina Pełka, Maciej Guzik |
| 26 kwietnia 2014 18:00 | Raport | Rezultaty w kwartach: 21–20, 23–16, 18–10, 17–19  |                                                   |                                                   |  | Krosno Sędziowie: Adam Krasuski, Karina Pełka, Maciej Guzik |
| 26 kwietnia 2014 18:00 | Raport | Pkt: Oczkowicz 20 Zb: Wyka 8 As: Grochowski 7     |                                                   | Pkt: Jakóbczyk 18 Zb: Dłuski 6 As: Sikora 4       |  | Krosno Sędziowie: Adam Krasuski, Karina Pełka, Maciej Guzik |

| 27 kwietnia 2014 18:00 | Raport | MOSiR PBS Bank KHS Krosno 65 – 77 Polfarmex Kutno                | MOSiR PBS Bank KHS Krosno 65 – 77 Polfarmex Kutno | MOSiR PBS Bank KHS Krosno 65 – 77 Polfarmex Kutno           |  | Krosno Sędziowie: Marek Borowy, Jacek Litawa, Jan Piróg |
| 27 kwietnia 2014 18:00 | Raport | Rezultaty w kwartach: 19–25, 15–15, 14–15, 17–22                 |                                                   |                                                             |  | Krosno Sędziowie: Marek Borowy, Jacek Litawa, Jan Piróg |
| 27 kwietnia 2014 18:00 | Raport | Pkt: Salamonik 16 Zb: Oczkowicz 7 As: Grochowski, Oczkowicz po 3 |                                                   | Pkt: Jakóbczyk 22 Zb: Bartosz 14 As: trzech zawodników po 3 |  | Krosno Sędziowie: Marek Borowy, Jacek Litawa, Jan Piróg |

| 3 maja 2014 16:00 | Raport | Polfarmex Kutno 73 – 57 MOSiR PBS Bank KHS Krosno | Polfarmex Kutno 73 – 57 MOSiR PBS Bank KHS Krosno | Polfarmex Kutno 73 – 57 MOSiR PBS Bank KHS Krosno |  | Kutno Sędziowie: Adam Wierzman, Piotr Kustosz, Michał Sosin |
| 3 maja 2014 16:00 | Raport | Rezultaty w kwartach: 22–16, 18–18, 17–13, 16–10  |                                                   |                                                   |  | Kutno Sędziowie: Adam Wierzman, Piotr Kustosz, Michał Sosin |
| 3 maja 2014 16:00 | Raport | Pkt: Mazur 20 Zb: Bartosz 11 As: Bręk 6           |                                                   | Pkt: Oczkowicz 11 Zb: Wyka 7 As: Grochowski 4     |  | Kutno Sędziowie: Adam Wierzman, Piotr Kustosz, Michał Sosin |

| 4 maja 2014 17:30 | Raport | Polfarmex Kutno 77 – 72 MOSiR PBS Bank KHS Krosno         | Polfarmex Kutno 77 – 72 MOSiR PBS Bank KHS Krosno | Polfarmex Kutno 77 – 72 MOSiR PBS Bank KHS Krosno   | OT | Kutno Sędziowie: Marek Januszonek, Jacek Litawa, Adrian Szczotka |
| 4 maja 2014 17:30 | Raport | Rezultaty w kwartach: 21–15, 15–13, 21–16, 11–24 OT: 9–4  |                                                   |                                                     | OT | Kutno Sędziowie: Marek Januszonek, Jacek Litawa, Adrian Szczotka |
| 4 maja 2014 17:30 | Raport | Pkt: Jakóbczyk 19 Zb: Bartosz 9 As: Jakóbczyk, Kulon po 6 |                                                   | Pkt: Pisarczyk 23 Zb: Pisarczyk 13 As: Grochowski 5 | OT | Kutno Sędziowie: Marek Januszonek, Jacek Litawa, Adrian Szczotka |
| 4 maja 2014 17:30 | Raport | MOSiR PBS Bank KHS Krosno wygrywa serię 3–1               |                                                   |                                                     | OT | Kutno Sędziowie: Marek Januszonek, Jacek Litawa, Adrian Szczotka |

### o 3. miejsce
| 11 maja 2014 18:45 | Raport | MKS Wikana Start S.A. Lublin 65 – 79 MOSiR PBS Bank KHS Krosno | MKS Wikana Start S.A. Lublin 65 – 79 MOSiR PBS Bank KHS Krosno | MKS Wikana Start S.A. Lublin 65 – 79 MOSiR PBS Bank KHS Krosno |  | Lublin Sędziowie: Dariusz Nejman, Andrzej Bartocha, Piotr Stepaniuk |
| 11 maja 2014 18:45 | Raport | Rezultaty w kwartach: 16–23, 16–21, 14–20, 19–15               |                                                                |                                                                |  | Lublin Sędziowie: Dariusz Nejman, Andrzej Bartocha, Piotr Stepaniuk |
| 11 maja 2014 18:45 | Raport | Pkt: M. Wilczek 14 Zb: M. Wilczek 9 As: Sikora 4               |                                                                | Pkt: Parzych 16 Zb: Wyka 7 As: Parzych 5                       |  | Lublin Sędziowie: Dariusz Nejman, Andrzej Bartocha, Piotr Stepaniuk |

| 17 maja 2014 17:00 | Raport | MOSiR PBS Bank KHS Krosno 100 – 70 MKS Wikana Start S.A. Lublin        | MOSiR PBS Bank KHS Krosno 100 – 70 MKS Wikana Start S.A. Lublin | MOSiR PBS Bank KHS Krosno 100 – 70 MKS Wikana Start S.A. Lublin                             |  | Krosno Sędziowie: Janusz Kiełbiński, Marek Borowy, Arkadiusz Wojna |
| 17 maja 2014 17:00 | Raport | Rezultaty w kwartach: 23–17, 28–18, 27–15, 22–20                       |                                                                 |                                                                                             |  | Krosno Sędziowie: Janusz Kiełbiński, Marek Borowy, Arkadiusz Wojna |
| 17 maja 2014 17:00 | Raport | Pkt: Parzych 24 Zb: Adamczewski 9 As: Musijowski 9                     |                                                                 | Pkt: Leszek Kaczmarski, Wiśniewski po 12 Zb: Pełka 8 As: Leszek Kaczmarski, Wiśniewski po 4 |  | Krosno Sędziowie: Janusz Kiełbiński, Marek Borowy, Arkadiusz Wojna |
| 17 maja 2014 17:00 | Raport | MOSiR PBS Bank KHS Krosno wygrywa dwumecz i zajmuje 3. miejsce w lidze |                                                                 |                                                                                             |  | Krosno Sędziowie: Janusz Kiełbiński, Marek Borowy, Arkadiusz Wojna |

### Finał
| 10 maja 2014 17:30 | Raport | Polfarmex Kutno 89 – 56 WKK ProBiotics Wrocław  | Polfarmex Kutno 89 – 56 WKK ProBiotics Wrocław | Polfarmex Kutno 89 – 56 WKK ProBiotics Wrocław             |  | Kutno Sędziowie: Adam Krasucki, Jacek Litawa, Adrian Szczotka |
| 10 maja 2014 17:30 | Raport | Rezultaty w kwartach: 21–15, 26–19, 17–9, 25–13 |                                                |                                                            |  | Kutno Sędziowie: Adam Krasucki, Jacek Litawa, Adrian Szczotka |
| 10 maja 2014 17:30 | Raport | Pkt: Jakóbczyk 18 Zb: Mazur 8 As: Sikora 6      |                                                | Pkt: Szpyrka 14 Zb: Kolowca, Trojan po 6 As: Ł. Diduszko 3 |  | Kutno Sędziowie: Adam Krasucki, Jacek Litawa, Adrian Szczotka |

| 11 maja 2014 17:30 | Raport | Polfarmex Kutno 81 – 79 WKK ProBiotics Wrocław   | Polfarmex Kutno 81 – 79 WKK ProBiotics Wrocław | Polfarmex Kutno 81 – 79 WKK ProBiotics Wrocław   |  | Kutno Sędziowie: Adam Wierzman, Damian Kuziora, Michał Sosin |
| 11 maja 2014 17:30 | Raport | Rezultaty w kwartach: 26–23, 22–26, 17–17, 16–13 |                                                |                                                  |  | Kutno Sędziowie: Adam Wierzman, Damian Kuziora, Michał Sosin |
| 11 maja 2014 17:30 | Raport | Pkt: Jakóbczyk 20 Zb: Dłuski 9 As: Kulon 9       |                                                | Pkt: Niesobski 27 Zb: Trojan 6 As: Grzeliński 10 |  | Kutno Sędziowie: Adam Wierzman, Damian Kuziora, Michał Sosin |

| 17 maja 2014 20:00 | Raport | WKK ProBiotics Wrocław 69 – 70 Polfarmex Kutno                                     | WKK ProBiotics Wrocław 69 – 70 Polfarmex Kutno | WKK ProBiotics Wrocław 69 – 70 Polfarmex Kutno |  | Wrocław Sędziowie: Marek Januszonek, Tomasz Trybalski, Damian Myszka |
| 17 maja 2014 20:00 | Raport | Rezultaty w kwartach: 17–20, 22–10, 9–25, 21–15                                    |                                                |                                                |  | Wrocław Sędziowie: Marek Januszonek, Tomasz Trybalski, Damian Myszka |
| 17 maja 2014 20:00 | Raport | Pkt: B. Diduszko 26 Zb: B. Diduszko 15 As: B. Diduszko, Szpyrka po 3               |                                                | Pkt: Jakóbczyk 19 Zb: Bartosz 9 As: Kulon 7    |  | Wrocław Sędziowie: Marek Januszonek, Tomasz Trybalski, Damian Myszka |
| 17 maja 2014 20:00 | Raport | Polfarmex Kutno wygrywa serię 3–0 i awansuje do Polskiej Ligi Koszykówki 2014/2015 |                                                |                                                |  | Wrocław Sędziowie: Marek Januszonek, Tomasz Trybalski, Damian Myszka |

## Klasyfikacja końcowa
| Lp. | Klub                               |
| --- | ---------------------------------- |
|     | Polfarmex Kutno                    |
|     | WKK ProBiotics Wrocław             |
|     | MOSiR PBS Bank KHS Krosno          |
| 4.  | MKS Wikana Start S.A. Lublin       |
| 5.  | Polski Cukier SIDEn Toruń          |
| 6.  | MKS Dąbrowa Górnicza               |
| 7.  | PTG Sokół Łańcut                   |
| 8.  | King Wilki Morskie Szczecin        |
| 9.  | IB BM SlamStal Ostrów Wielkopolski |
| 10. | Astoria Bydgoszcz                  |
| 11. | Spójnia Stargard Szczeciński       |
| 12. | AZS Politechnika Poznań            |
| 13. | Znicz Basket Pruszków              |
| 14. | MCKiS Termo-Rex SA Jaworzno        |